# 大台北新劇院
大台北新劇院或稱新北表演中心，是台灣一座已經取消建設的文化展演設施，原規劃興建於新北市板橋區新板特定區的特專三用地之內。

## 概說
大台北新劇院的計畫用地佔地3.3公頃，原規劃把一座2000席劇院、一座7000席的室內劇場以及1個戶外展演場合併興建在同一座建築物中，以BOT方式辦理結果失敗。之後行政院文化建設委員會評估自建需新臺幣37億元。半年後，行政院公共工程委員會覺得自建耗資過大，希望文建會在此採BOT方式，將內容物減少。之後，文建會重新規劃興建一座3000個座位的音樂廳、和一座約400到500座位的多功能表演空間。文建會原預計2008年初公告招標，若順利2009年動工，預定2012年完工。2008年，文建會決定以BOT方式興建，預計開發總樓地板面積為六萬坪，劇院為8467坪，興建國際級劇院廳一座（3000-5000席）、多功能表演空間一座（400-500席）、戶外劇場及附屬商業設施。BOT案於2012年11月由文化部送交行政院，仍待行政院經濟建設委員會審議。2014年3月，建設案重新送國家發展委員會審議，預定最快2015年初動工。但仍因中央與地方政府對代辦經費沒有共識，最後2015年還是無法招商動工。2016年初，文化部同意將委託新北市政府代辦BOT招商及興建營運管理事宜，原定6月和新北市政府簽訂代辦契約，但因遇新政府上任與文化部檢討可行性後，文化部告知新北市政府此BOT計畫財務不可行，需重新評估及另起規劃方案。
計畫歷經多次調整修正，2021年行政院正式核定「國家兒童未來館興建計畫」，2023年1月核定總興建經費164億9466萬元，由中央全額出資興建。

## 外部連結
- 大台北新劇院 重回原點
- 監察院糾正案099教正0026 （页面存档备份，存于），2010年12月16日